# Уфимская ТЭЦ-2
Уфимская ТЭЦ-2 — ТЭЦ в Уфе, построеная в 1934—1936 годах. В составе ООО «Башкирская генерирующая компания». Носит имя Мухаммета Резяпова — организатора строительства и руководителя ТЭЦ-2 до 1957 года (с 1957 по 1971 год возглавлял энергосистему Республики Башкортостан). . Электростанция имеет три дымохода. Два дымохода имеют высоту 180 метров. Высота третьего дымохода составляет 150 метров. 

## Строительство блока ПГУ-60
В ходе реконструкции будет выведено из эксплуатации и демонтировано основное оборудование блока среднего давления с установкой на его месте нового высокоэффективного оборудования на базе парогазовых технологий.
В состав основного оборудования блока ПГУ-60 входят: газотурбинная установка SGT-800 производства Siemens Industrial Turbomachinery AB (Швеция) номинальной электрической мощностью 49 МВт, паровой котёл-утилизатор двух давлений производства ОАО «ЭМАльянс», существующая паровая турбина типа Р-12-25/1,2 (станционный номер 3, номинальная мощность 4 МВт). Блок ПГУ-60 введен в эксплуатацию в 2011 году.

## Основные производственные показатели и установленное оборудование
Установленная электрическая мощность на 1 января 2011 года составляла 452 МВт, тепловая — 1 448 Гкал/ч. По состоянию на 12 октября 2011 года электрическая мощность станции достигла 493 МВт за счет ввода газовой турбины в составе ПГУ-60.
На ТЭЦ установлены:
- паровые котлы:
  - ПК-6,7,8,9,10,11,12 Е-320-140ГМ производительностью 320 т/ч, введенные в эксплуатацию в 1965, 1966, 1970, 1971, 1979, 1980 и 1981 году соответственно;
- водогрейные котлы:
  - ВК-1,2 ПТВМ-120 производительностью 120 Гкал/ч, введенные в эксплуатацию в 1965 и 1966 годах;
  - ВК-3,4 ПТВМ-180 производительностью 180 Гкал/ч, введенные в эксплуатацию в 1979 и 1982 годах;
- паровой котёл-утилизатор Е-57,5/12-7,4/0,6-520/280 производительностью 57,5/12 Гкал/ч, введен в эксплуатацию в 2011 году;
- турбоагрегаты:
  - ТГ-3 Р-12-25/1,2 номинальной мощностью 4 МВт, введен в эксплуатацию в 1952 году;
  - ТГ-4,5 ПТ-60-130/13, введенные в эксплуатацию в 1965 и 1966 годах;
  - ТГ-6 Т-100-130, введен в эксплуатацию в 1970 году;
  - ТГ-7,8 Т-110/120-130-4, введенные в эксплуатацию в 1979 и 1982 годах;
  - ГТУ-1 SGT-800 производства фирмы Siemens номинальной мощностью 49 МВт, введена в эксплуатацию в 2011 году.

В 2010 году Уфимская ТЭЦ-2 выработала 2978,8 млн кВт·ч электрической энергии, что составляет 11,8 % от выработки электрической энергии на территории Республики Башкортостан. Коэффициент использования установленной электрической мощности составил в 2010 году 75,2 %. Отпуск тепловой энергии в том же году составил 3 242 тыс. Гкал.

## Жалобы на работу станции
ООО «Башкирская генерирующая компания» сбрасывает сточные воды прямоточной системы охлаждения Уфимской ТЭЦ-2 через водосбросное сооружение в озеро Теплое , сопровождающиеся сильным шумом. Жители дома на улице Мушникова обратились в природоохранную прокуратуру с требованием проверить, насколько безопасен для их здоровья шум от сброса воды. По данным природоохранной прокуратуры этот шум действительно превышает допустимые нормы. Суд обязал Уфимскую ТЭЦ-2 «разработать и осуществить мероприятия по снижению уровня шума от сбросного канала».
Зона санитарной защиты вокруг ТЭЦ. Из анализа территории видно, что само расположение дома 27 по улице Мушникова не соответствует требованиям СП 42.13330.2011 Градостроительство и СП 54.13330.2011. Дом был возведён в санитарно-защитной зоне, спроектированной для ТЭЦ в годы СССР. Со строительством дома она уменьшилась. Никаких ответных мер от ТЭЦ – и от застройщика не было (посадка деревьев, установка шумозащитных экранов).